# Mario R. Méndez
Mario Rufino Méndez (Durazno, s. XIX-1942)fue un artista plástico afrouruguayo.

## Biografía
El artista reivindicaba su identidad uruguaya y étnica africana, en alguna oportunidad dijo: «Yo miro las cosas con ojos de uruguayo y siento el amor a mi raza con verdadero corazón racista».
Hizo parte de una colectividad de artistas afrouruguayos que transitaron el camino del autorreconocimiento y reafirmación. Este pensamiento se ve claramente expuesto en las caricaturas que publicó en Nuestra Raza, un periódico que surgió en San Carlos, Maldonado, en 1917. Esta publicación estuvo marcada por su enfoque étnico, y las caricaturas de Mario Méndez fueron publicadas en la década de 1930 desafiando a las opiniones de los dirigentes del país. Denunció el fascismo, la crisis económica y política en un contexto de inicio de la Segunda Guerra Mundial y también hacían fuertes comentarios sobre la crisis económica, social y política del Uruguay. En algunas ocasiones utilizaba los seudónimos Grey y Trasf para firmar sus ilustraciones.